# Ivo Mijo Andrić
Ivo Mijo Andrić (Čanići, Tuzla, 17. studenoga 1948.), hrvatski pjesnik, prozaist, esejist i pisac drama iz BiH.
Osnovnu školu završio je u Lipnici, srednju u Tuzli, a Fakultet političkih znanosti i poslijediplomski studij na Ekonomskom fakultetu u Sarajevu, gdje je radio u gospodarstvu i državnim ustanovama. Kraće vrijeme radio je u hrvatskom obrazovanju i do umirovljenja bio samostalnim umjetnikom. Uz književno stvaralaštvo bavio se i znanstvenim radom. Objavio je preko 50 stručnih i znanstvenih radova u časopisima i zbornicima, te tri stručne knjige. Od sredine 2004. živi i stvara u Zagrebu. Osim poezije i stručnih radova, piše recenzije, književne prikaze, eseje, priče, romane, drame, aforizme i epigrame. Književne radove objavljuje u listovima i časopisima u BiH, Hrvatskoj i drugim državama (Hrvatska misao, Most, Motrišta, Osvit, Riječi, Susreti, Republika, Književna Rijeka, Marulić, Mogućnosti, Književni pregled, Književne vertikale, Hrvatsko slovo, Potepuh, Etna, Žikišon, Maxminus, Šipak, Satirične vertikale...). Zastupljen u više od 30 zajedničkih knjiga i antologija. Priredio je i uredio oko 60 knjiga drugih autora. Radovi su mu prevođeni na desetak stranih jezika. Član je Društva pisaca BiH, Društva hrvatskih književnika, Hrvatskog društva književnika za djecu i mlade i Udruge hrvatskih aforista i humorista.

## Djela
- "Podnebesje" (pjesme, 1974.),
- "Poniranje" (pjesme, 1982.),
- "Sindikat i radnička kontrola" (priručnik,1989.),
- "Slovo o Mostu" (pjesme, 1997.),
- "Pisma iz opsade" (pjesme, 1998.),
- "Tužni radijator" (pjesme, 1999.),
- "Kad ptice zašute" (pjesme, 2000.),
- "Zanavljanje svijeta" (pjesme, 2001.),
- "Sindikatizmi i radnikalizmi" (aforizmi, 2001.),
- "Sendvič, kruška i salama pili" (pjesme 2002.),
- "Izabrane i nove pjesme" (pjesme, 2002.),
- "STANIĆ - Poduzetnička obitelj iz Kreševa" (monografija, 2003.),
- "Tužni radijator i pjesme iz česme" (pjesme, 2004),
- "Majci, ocu i životu" (pjesme, s A. Kujundžićem i V. Miloševićem, 2004.),
- "Vijeće zaposlenika" (priručnik, 2004.),
- "Samostalni sindikat PPDIVUT BiH 1905. – 2005." (monografija, 2005.),
- "Čaj s pjesmom" (pjesme, 2005.),
- "Sonetne zvijezde" (pjesme, 2005.),
- "Velja" (monografija, s A. Kujundžićem, 2005.),
- "Pisac na djelu" (eseji i književni prikazi, 2006.),
- "Bosnom do Hercegovine" (pjesme, s A. Stanićem,  2006.),
- "Kapitalne misli", (aforizmi, 2007.),
- "Pročitani pisci", (eseji i književni prikazi, 2007.)
- "Bosanske ode i druge pjesme" (pjesme, 2007.),
- "Zagrebačke godine" (roman, 2008.),
- "Pasje vrijeme" (priče,2008.),
- "Ulomci od slova" (aforizmi, 2008.),
- "Braća po peru" (priče o piscima, 2009.),
- "Tragovi šutnje" (pjesme, 2009.),
- "Inventura uma" (aforizmi, 2010.),
- "Medo s Medvednice (roman, 2010.),
- "Otvori se zemljo" (aforizmi, 2010.),
- "Kišne priče" (priče, 2011.),
- "Zagrebački versi" (pjesme, 2013.)
- "Biljopije" (pjesme, 2013.)
- "Čitačeva riječ" (književni prikazi, 2013.)
- "Aforizmi u korizmi" (aforizmi, 2013.)
- "Triling" (drame, 2013.)
- "Prosijane misli" (aforizmi, s T. Supekom, 2014.)
- "Aforizmi i druge bodlje" (aforizmi, sa S. Ilićem, 2015.)
- "Sumnjive misli" (aforizmi, 2016.)
- "Neknjižene pjesme" (pjesme, 2016.)
- "Smiješne pjesme" (pjesme, 2016.)
- "Prikazi i posvete" (eseji i književni prikazi, 2017.)
- "Misli promašenog pisca" (aforizmi, 2018.)
- "Moje godine" (priče, 2018.)
- "Riječi o djelu Save Ilića", (eseji i književni prikazi, 2018.)
- "Anto Stanić - Kormilar svoga Života" (eseji i književni prikazi, 2019.)
- "Usud i sudbina" (novele, 2019.)
- "Misli pogođenog pisca" (aforizmi, 2019.)
- "Versi za zbogum" - Oproštajni versi (poezija, 2019.)
- "Knjiga za Sofiu" (pjesme, 2019.)
- "Aforizmi i slobodne misli" (aforizmi, 2020.)
- "Moždani udar(c)i" (ogledi o knjigama aforizama i humora, 2020.)
- "Berači riječi" (eseji i književni prikazi, 2020.)
- "Raspuštene misli", (aforizmi, 2021.)
- "H-umorne misli", (aforizmi, 2022.)
- "Iz malog mozga", (aforizmi, 2023.)
- "Kratke misli za gimnastiku duha", (aforizmi, 2023.)
- "Rezolutno doba 1948.-", (aforizmi, 2023.)
- "Izabrani aforizmi", (2023.)
- "Tuzlanske godine", (priče, 2023.)
- "Riječi na djelu", (zbornik aforizama, 2023.)
- "Obrijani jezik", Bilješke o suvremenom aforizmu, (osvrti i prikazi, 2023.)
- "Granice nesanice", (zbornik aforizama, 2024.)
- "Pišem da ne pamtim", (osvrti i književni prikazi, 2024.)
- "Pjesme za glazbu", (poezija i tekstovi, 2024.)
- "Uzvodno niz Savu", (zbornik aforizama, 2024.)
- "Sarajevske godine", (priče i zapisi, 2025.)
- "Vedre misli vode do slobode", (zbornik aforizama, 2025.)
- "Južne priče", (priče, 2025.)

## Vanjske povezice
- Društvo hrvatskih književnika  Arhivirana inačica izvorne stranice od 4. veljače 2019. (Wayback Machine)
- Digitalne knjige Ivo Mijo Andrić
- SodaLIVE Ivo Mijo Andrić o Kujundžiću